# 45300 Thewrewk
45300 Thewrewk è un asteroide della fascia principale. Scoperto nel 2000, presenta un'orbita caratterizzata da un semiasse maggiore pari a 3,1015466 UA e da un'eccentricità di 0,0858140, inclinata di 10,23630° rispetto all'eclittica.
L'asteroide è dedicato allo storico dell'astronomia ungherese Aurél Ponori Thewrewk.